# Podogymnura intermedia
Podogymnura intermedia ist eine Art der Philippinen-Rattenigel innerhalb der Igel (Erinaceidae). Sie kommt im Südosten der Insel Mindanao vor. Dort bewohnen die Tiere Bergwälder, nachgewiesen sind sie bisher von mehreren Lokalitäten an den Hängen des Hamiguitan und des Kampalili. Es handelt sich bei Podogymnura intermedia um einen mittelgroßen Vertreter der Gattung. Auffallend ist sein Rückenfell, das einen deutlich gelblichen Farbeinschlag aufweist. Die Lebensweise ist nur wenig erforscht. Die Tiere halten sich am Boden auf und ernähren sich von Gliederfüßern. Erste Hinweise auf Podogymnura intermedia als eine neue Art der Rattenigel fanden sich bei Feldexpeditionen Mitte der 2000er Jahre. Die wissenschaftliche Einführung erfolgte im Jahr 2023.

## Merkmale

### Habitus
Podogymnura intermedia ist ein mittelgroßer Vertreter der Philippinen-Rattenigel. Die Tiere besitzen eine Kopf-Rumpf-Länge von 14,0 bis 18,5 cm. Der Schwanz wird entlang seines knöchernen Unterbaus 4,6 bis 5,5 cm lang, was rund 33 bis 37 % der Länge des restlichen Körpers entspricht. Das Gewicht variiert von 70 bis 96 g. Die Art vermittelt dadurch zwischen dem größeren Dinagat-Rattenigel (Podogymnura aureospinula) und dem kleineren Mindanao-Rattenigel (Podogymnura truei). Im Durchschnitt sind die Individuen vom Hamiguitan im Südosten von Mindanao mit einer Körperlänge von 17,1 cm und einem Körpergewicht von 96 g größer und schwerer als jene vom einige Kilometer nordöstlich gelegenen Kampalili, deren Werte bei 14,5 cm und 77 g liegen. Äußerlich ähnelt Podogymnura intermedia anderen Rattenigeln, was durch ein spitzmausartiges Erscheinungsbild und ein gegenüber den Stacheligeln weicheres Fell angezeigt wird. Das Rückenfell weist eine generell dunkelbraune Farbgebung auf, was sich deutlich von der helleren Tönung des Dinagat-Rattenigels abhebt. Das Haarkleid besteht aus zwei unterschiedlichen Leithaartypen: einerseits vereinzelten langen, schwärzlichen Haaren, andererseits überwiegenden kürzeren Haaren mit goldgelben Spitzen. Letztere verleihen dem Fell einen gelblichen Farbeinschlag. Zu den Seiten und nach vorn zum Kopf und zur Schnauze hin werden die Leithaare kürzer und seltener, auf der Bauchseite fehlen sie. Hier dominiert Wollhaar, das eine gräulich silbrige Färbung aufweist, weswegen hier auch der gelbliche Einschlag fehlt. Die Ohren sind kurz, zwischen 1,9 und 2,2 cm lang. Die Haut der Ohrmuscheln ist dunkel pigmentiert und mit spärlichen, nahezu nicht sichtbaren Haaren bedeckt. Der Schwanz zeigt eine uniforme dunkle Farbe auf, bei den Tieren vom Kampalili können auf der Unterseite aber weißliche Flecken auftreten. Wie bei den anderen Vertretern der Philippinen-Rattenigel sind die Hinterfüße vergleichsweise kurz. Ihre Länge liegt bei 3,3 bis 3,7 cm und damit bei etwa 21 bis 23 % der Körperlänge. Sie haben eine dunkelgraue Pigmentierung, teilweise durchsetzt mit graubraunen Flecken. Weibchen verfügen über zwei Paare an Zitzen, die unter dem Fell verborgen bleiben.

### Schädel- und Gebissmerkmale
Der Schädel wird 39,8 bis 43,4 mm lang und am Hirnschädel 16,0 bis 16,8 mm breit sowie 11,1 bis 11,8 mm hoch. Im Bereich der Orbita zieht die Breite auf 9,6 bis 10,5 mm ein. Im Profil zeigt sich die Stirnlinie gerade oder leicht eingedellt, abweichend von dem etwas aufgewölbten Verlauf beim Dinagat-Rattenigel. Das Rostrum ist langgestreckt und endet spitz. Auf dem Scheitelbein verläuft ein schwach ausgebildeter Scheitelkamm, der sich rund 0,8 mm erhebt. Der Unterkiefer ist langgezogen und vergleichsweise breit. Alle drei Fortsätze (Kronen-, Gelenk- und Winkelfortsatz) sind gut ausgebildet. Im Gebiss fehlt typischerweise der jeweils erste obere und untere Prämolar. Demnach setzt es sich aus 40 Zähnen zusammen. In der Gebissstruktur ähnelt Podogymnura intermedia den anderen Vertretern der Philippinen-Rattenigel. Der erste obere Schneidezahn ist groß, die beiden nachfolgenden sind kleiner. Im unteren Gebiss stehen die spatelförmigen Schneidezähne schräg nach vorn, der hinterste ist kleiner als die vorangehenden. Den größten Zahn bildet sowohl oben als auch unten der Eckzahn. Der vorderste Prämolar ist klein. Die obere Zahnreihe erstreckt sich über 20,3 bis 21,8 mm.

## Verbreitung und Lebensraum
Das Verbreitungsgebiet von Podogymnura intermedia liegt in Südostasien auf der zu den Philippinen gehörigen Insel Mindanao. Von dort ist die Art von mehreren Lokalitäten an den Hängen des Hamiguitan und des Kampalili bekannt, zwei isolierten Bergmassiven im Südosten der Insel. Die Tiere bewohnen Bergwälder, die am Hamiguitan auf stark mafischen Böden wachsen. Die Höhenverbreitung liegt hier bei 950 bis 1128 m über dem Meeresspiegel. Am Kampalili sind die Wälder mit Sümpfen und Mooren durchsetzt. Die genutzten Habitate erreichen Höhenlagen von 1470 bis 1900 m über dem Meeresspiegel. Im Gegensatz zum Dinagat-Rattenigel ist Podogymnura intermedia nicht im Tiefland anzutreffen.

## Lebensweise
Die Lebensweise von Podogymnura intermedia ist nur wenig erforscht. Alle bekannten Individuen wurden am Boden angetroffen, so dass eine terrestrische Fortbewegung angenommen werden kann. Untersuchte Mageninhalte bestanden zum Großteil aus Chitinpanzern und Larven von Gliederfüßern, so unter anderem von Käfern und Hundertfüßern. Hinzu kommen Reste von Landschnecken und Regenwürmern. Im Monat Mai beobachtete Männchen wiesen vergrößerte Hoden auf. Aus dem gleichen Monat stammen Sichtungen von Jungtieren. Die Paarung dürfte daher früher im Jahr stattfinden. Am Kampalili wurden paarungsbereite Tiere vom Februar bis Mai angetroffen.

## Systematik
Podogymnura intermedia ist eine Art aus der Gattung der Philippinen-Rattenigel (Podogymnura), die insgesamt vier Vertreter einschließt. Die Gattung gehört wiederum zur Familie der Igel (Erinaceidae) und wird innerhalb dieser der Unterfamilie der Rattenigel (Galericinae) zugewiesen. Diese zeichnen sich gegenüber den Stacheligeln (Erinaceinae) als zweite Unterfamilie der Igel durch ein weicheres Fell aus. Zudem charakterisiert sie ein eher spitzmausartiges äußeres Erscheinungsbild. Die Philippinen-Rattenigel bilden hierbei kleine bis mittelgroße Angehörige der Rattenigel. Nach molekulargenetischen Daten trennten sich die beiden Unterfamilien bereits im Unteren Eozän vor rund 53 Millionen Jahren voneinander ab. Die Rattenigel begannen sich im Oberen Eozän vor etwa 37 Millionen Jahren zu diversifizieren. Die Philippinen-Rattenigel stellen hier jedoch eine junge Entwicklungslinie dar, die sich genetisch erst vor rund 3 Millionen Jahren, also im Pliozän, fassen lässt. Die heutigen Arten entstanden möglicherweise erst im Verlauf des Pleistozäns. Als nächster Verwandter von Podogymnura intermedia ist der Dinagat-Rattenigel (Podogymnura aureospinula) aufzufassen.
Die wissenschaftliche Erstbeschreibung von Podogymnura intermedia erfolgte im Jahr 2023 durch ein Forscherteam um Danilo S. Balete, der Erstautor war zu diesem Zeitpunkt allerdings bereits verstorben. Sie fand im Rahmen einer Revision der Gattung der Philippinen-Rattenigel statt. Grundlage hierfür bildete eine Feldforschung im Jahr 2005 auf Mindanao, an welcher Balete beteiligt war und während derer mehrere Individuen einer neuen Igelart mit auffallendem gelblichen Farbeinschlag am Hamiguitan im Südosten der Insel gesammelt werden konnten. Wenige Jahre später gelang die Entdeckung weiterer ähnlicher Tiere am Kampalili. Den Holotyp stellt ein ausgewachsenes Männchen vom Hamiguitan dar, der Typuslokalität von Podogymnura intermedia. Das Artepitheton setzt sich aus den lateinischen Worten inter für „zwischen“ und medius für „Mitte“ zusammen. Es bezieht sich auf die Größe der Art, die zwischen der des größeren Dinagat-Rattenigels und des kleineren Mindanao-Rattenigels (Podogymnura truei) liegt.